# Mazda Furai
Der Mazda Furai (japanisch: 風籟, Fūrai „Klang des Windes“) war ein Konzeptfahrzeug des japanischen Automobilherstellers Mazda, das im Januar 2008 auf der North American International Auto Show in Detroit vorgestellt wurde.

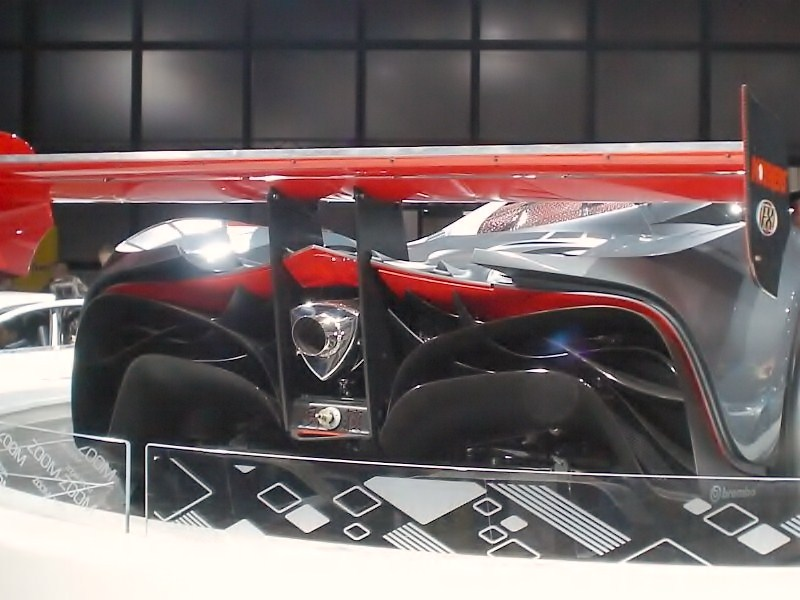
Heckansicht im Detail

Der Furai war das fünfte Modell aus der Nagare-Konzeptfahrzeug-Linie, die von Mazda seit 2006 hergestellt wird. Das Fahrwerk beruhte auf dem des Le-Mans-Prototyps C65 von Courage Compétition, den Mazda zuletzt zwei Jahre vorher in der American Le Mans Series eingesetzt hatte und der Furai war mit einem neuen 3-Scheiben-Wankelmotor (450 bhp, 335 kW) ausgestattet, der für den Einsatz von Bioethanol ausgerüstet war. Der Wankelmotor und der trochoidenförmige Auspufftopf wurde von Racing Beat, einem Tuner für Wankelmotoren auf Basis des 20B entwickelt. Der Motor war nicht völlig neu entwickelt.
Der Wagen trug die Nummer 55 seines Vorgängers 787B, der 1991 das 24-Stunden-Rennen von Le Mans gewonnen hatte. Anders als viele andere Konzeptfahrzeuge ist der Furai voll funktionsfähig und wurde auf verschiedenen Rennstrecken getestet, beispielsweise in Laguna Seca und Buttonwillow.
Am 19. August 2008 wurde der Furai-Prototyp bei einer Testfahrt der Tester der Autosendung Top Gear durch ein Feuer vollständig zerstört.